# アナス・ミラビリス
アナス・ミラビリス（ラテン語: annus mirabilis）は、「驚異の年」、「奇跡の年」、「素晴らしい年」、「驚くべき年」を意味するラテン語の言いまわしである。
ラテン語読みでアヌス・ミラビリスとも表記される。これは、「ひどい年」「恐怖の年」を意味するアナス・ホリビリス（annus horribilis）との対比となっている。元々は、アイザック・ニュートンが生涯における複数の主要な発見をした1666年のことを指す言葉だったが、今日では、大きな重要な出来事が記憶されているいくつかの年を指す言葉として使われている。
ニュートン以前にも、トーマス・デッカーが1603年に出版したパンフレット"The Wonderful Year"の中で、mirabilis annusという言葉が使われていた。

## 1543年
1543年は、以下の2つの出来事があった年であり、科学革命の始まりの年とみなされている。
- アンドレアス・ヴェサリウスがバーゼルで『ファブリカ』こと"De humani corporis fabrica"（人体の構造について）を発表し、人体解剖学と医学に革命をもたらした。
- ニコラウス・コペルニクスがニュルンベルクで『天球の回転について』を発表し、天文学に革命をもたらした。

## 1625年
三十年戦争中の1625年、スペインは複数の重要な戦闘で勝利を収めた。その戦闘とは、ブレダ包囲戦、ジェノバの救援、バイーアの奪還、サン・ファンの戦い、カディス防衛戦である。
これらの戦闘は、マドリードのブエン・レティーロ宮殿の「王国の間」にある絵画で有名になった。

## 1644–1645年
1644年から1645年にかけての三王国戦争で、スコットランドの初代モントローズ侯爵ジェームズ・グラハムが軍事的に成功したことを「アヌス・ミラビリス」と呼ぶことがある。

## 1665-1666年
イングランドにおいて、1665年から1666年にかけて瞠目すべき出来事が複数発生した。
1665年6月13日に第2次英蘭戦争においてローストフトの海戦が勃発し、イングランド海軍がオランダ海軍に対して大勝利を収めた。1666年には、6月1日に4日海戦、7月25日に聖ジェイムズ日の海戦があり、いずれも勝利した。9月2日から9月7日にかけてはロンドン大火があった。これらの出来事を題材として、ジョン・ドライデンは長編の詩「驚異の年」(Annus Mirabilis)を書いた。

## 1666年
1666年、当時23歳のアイザック・ニュートンは、この年1年で微積分、運動、光学、重力の分野で画期的な発明・発見をした。その中には万有引力の法則も含まれる。ペストの流行でケンブリッジ大学が閉鎖されたため、ニュートンは自分の理論に取り組む時間を得ることができた。

## 1706年
1706年、スペイン継承戦争において、マールバラ公は前年の大失敗から一転、いくつかの勝利（特にラミイの戦いでの勝利）を収め、ジェームズ・フォークナーは「奇跡の年」と称した。

## 1759年
1759年、イギリス軍は七年戦争において北米、ヨーロッパ、インドなど様々な海戦で勝利を収め、「ウィリアム・ピット（大ピット）の奇跡の年」と呼ばれた。この年は、七年戦争の決戦の年となった。

## 1905年
1905年、当時26歳のアルベルト・アインシュタインは、光電効果、ブラウン運動、特殊相対性理論、そして有名なE = mc2の方程式に関する論文を1年間で発表した。